# Ryongsong
Ryongsŏng-guyŏk (Hán Việt: Long Thành khu vực) là một trong 19 đơn vị hành chính của thủ đô Bình Nhưỡng, Cộng hòa Dân chủ Nhân dân Triều Tiên. Khu vực nằm ở phía bắc của thành phố và phía đông giáp với Pyongsong, tỉnh lị của Pyongan Nam. Phía nam của Ryongsong là Unjong và Samsok, phía đông là Taesong, phía tây là Hyongjesan và Sunan. Khu vực được thành lập vào tháng 9 năm 1959 từ một số phần của Sunan.
Khu vực Ryongsong là một trung tâm nông nghiệp và công nghiệp của Bình Nhưỡng. Nông trại Hợp tác Triều Tiên-Cuba nằm trên địa bàn khu vực. Tư gia của Kim Chính Nhật cùng tư gia của chị gái Kim Kyong-hui và anh rể Chang Sung-taek được cho là nằm trên địa bàn khu vực này, chúng được quân đội Nhân dân Triều Tiên xây dựng vào đầu thập niên 1980.
Năm 2008, dân cư khu vực Ryongsong là 195.891 người, gồm 93.106 nam và 102.785 nữ.